# Museo de Bellas Artes de Morlaix
El Museo de Bellas Artes de Morlaix, o Museo de los Jacobinos, es un museo en la ciudad de Morlaix, en Finisterre, en Bretaña.

## Historia
El museo fue inaugurado en 1887 en el antiguo convento de los jacobinos (que data del siglo XIII) confiscado durante la Revolución francesa por Edmond-Gabriel Puyo (1828-1916), antiguo alcalde de Morlaix, que se convirtió en su primer conservador.
El museo cerró el 20 de mayo de 2019 para efectuar obras importantes que durarán hasta 2023  con el fin de triplicar la superficie de exposición.

## Colecciones
Entre las principales piezas de las colecciones se encuentran, en la pintura antigua, la Venus y Adonis de Giovanni Francesco Romanelli, El martirio de San Bartolomé de Sébastien Bourdon, La muerte de Héctor de Joseph-Marie Vien. Del siglo XIX, cabe destacar el Retrato de Madame Andler de Gustave Courbet, el Perdón de Meros de Théophile Deyrolle, el Chemin de Bas-fort-Blanc de Élodie La Villette, Un grain de Eugène Boudin y Pluie à Belle-île de Claude Monet.
A su muerte en 1920, el pintor Louis-Marie Baader legó más de setenta de sus obras al museo. En 1927, el museo también adquirió un conjunto de diecinueve pinturas y cuatro dibujos del pintor australiano John Peter Russell, que había vivido en Belle-Île-en-Mer. Desde 1999, tiene en depósito los decorados de Maurice Denis para su casa de Perros-Guirec y un óleo sobre lienzo de 1906 de Armand Berton, Toilette après le bain.
Además de las pinturas, el museo también guarda piezas de platería, incluyendo un cáliz del siglo XVI de Guillaume Floch, un orfebre de la Jurande d'Orfèvres de Morlaix (Comunidad de orfebres de Morlaix). La adquisición de este cáliz (así como de su patena y el estuche de cuero, con un precio de venta de 25 000 euros) se realizó mediante subvenciones y la primera suscripción pública establecida por el museo de 2500 euros, en febrero de 2011.{
El museo también administra la casa de Pondalez, clasificada como Monumento histórico, en la Gran Rue de Morlaix.

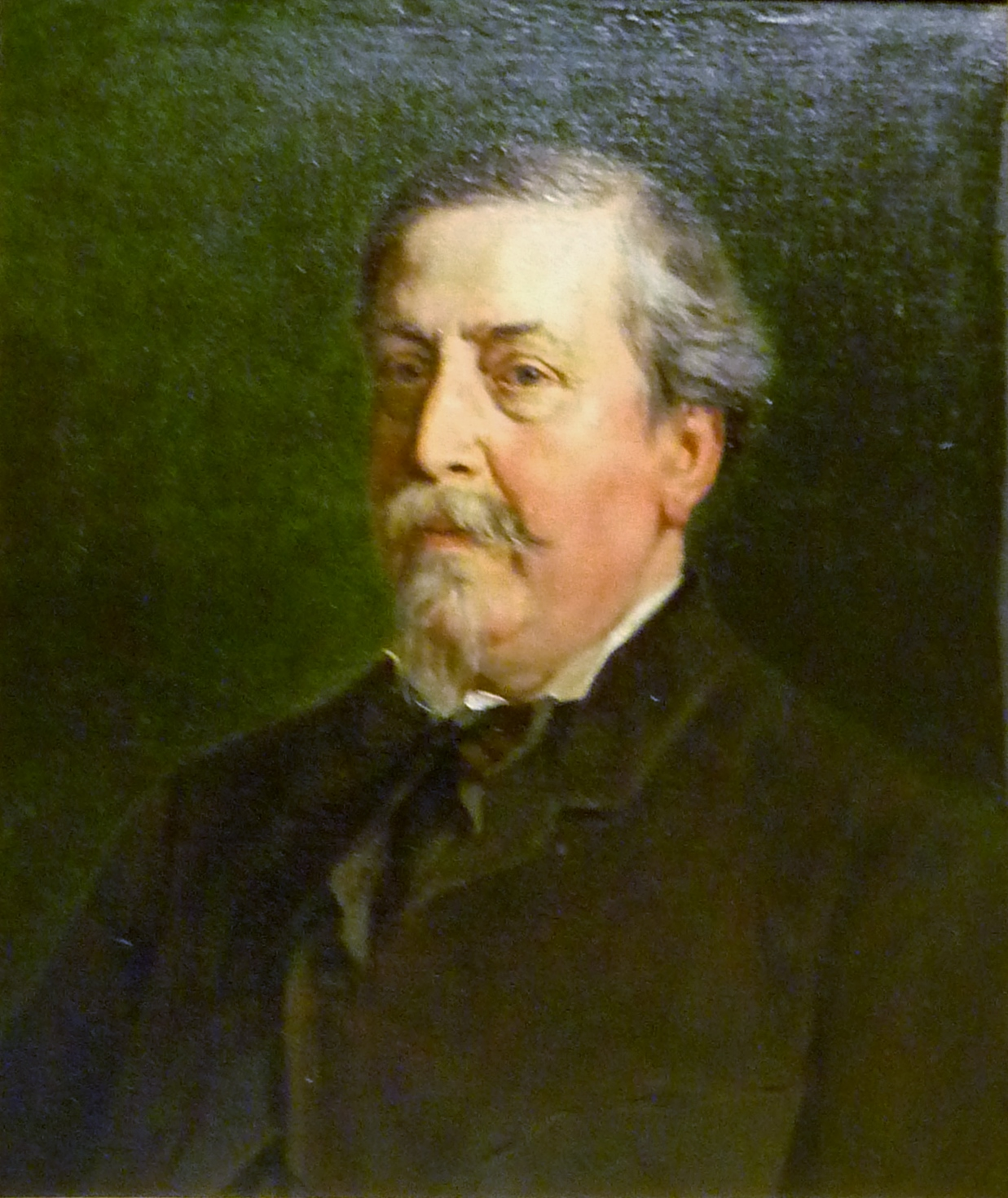
Alexis Douillard : Portrait d'Edmond-Gabriel Puyo
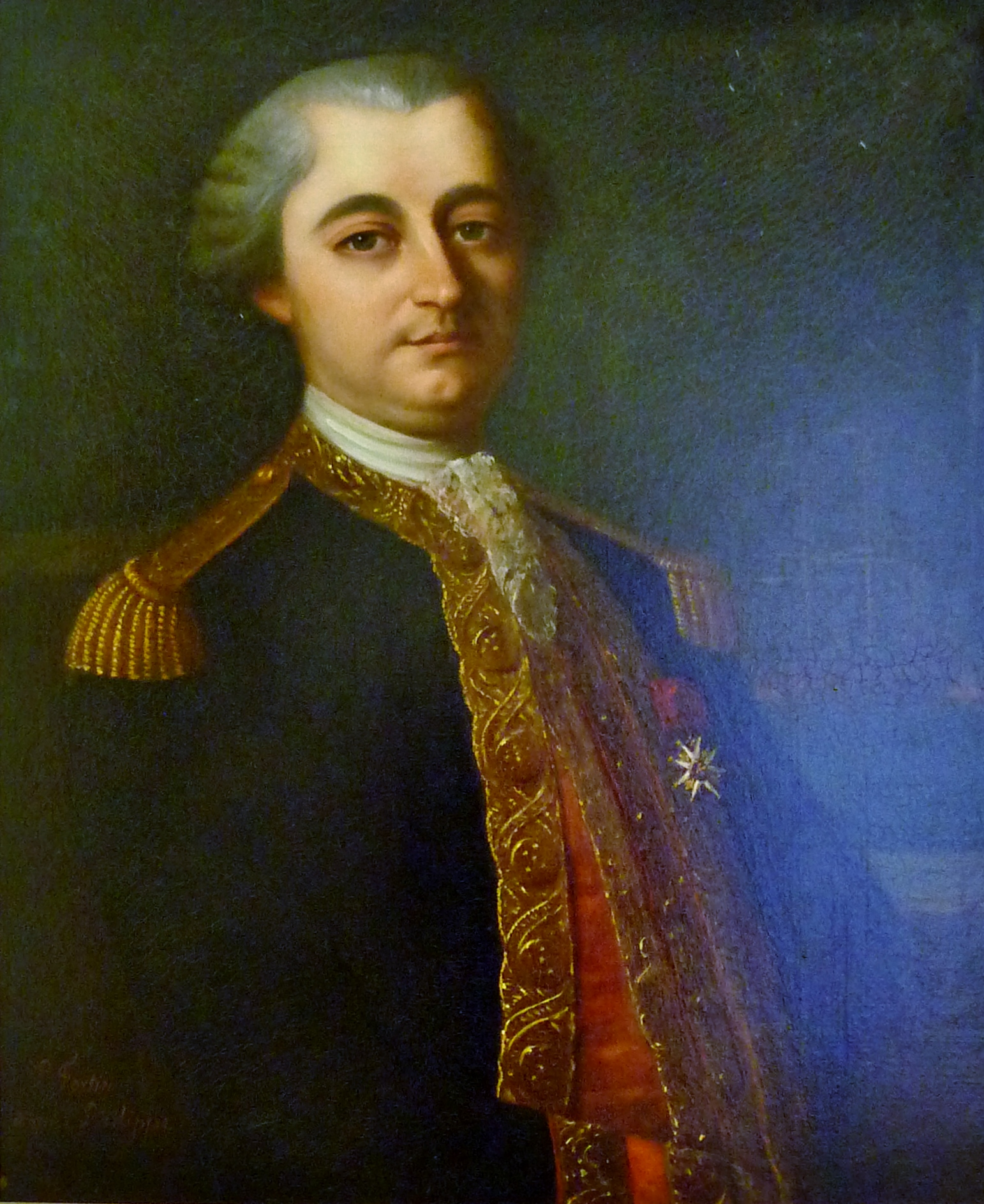
Paul Fortin : Portrait de Charles Cornic.
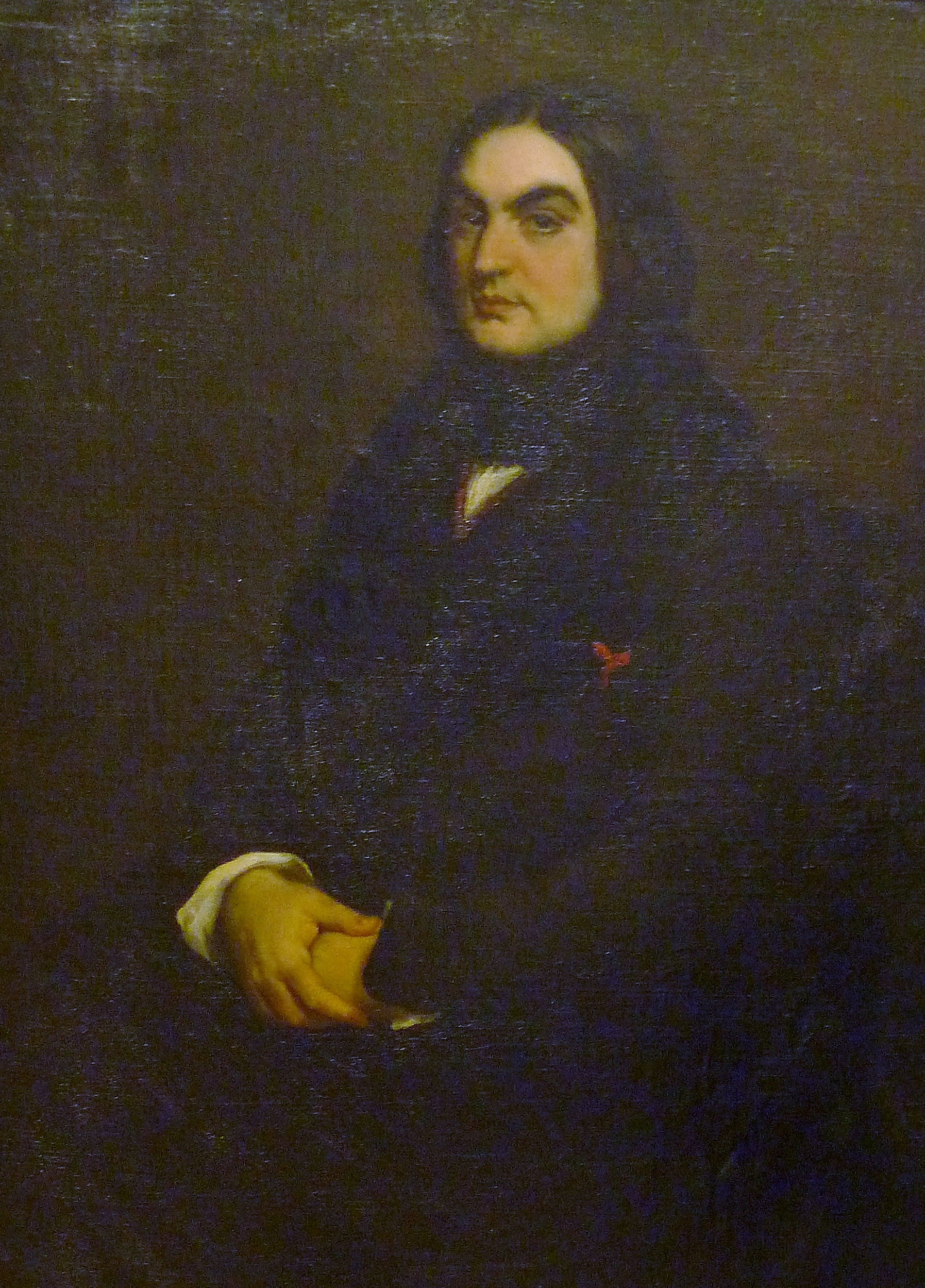
Jean-Hilaire Belloc : Émile Souvestre (1838).
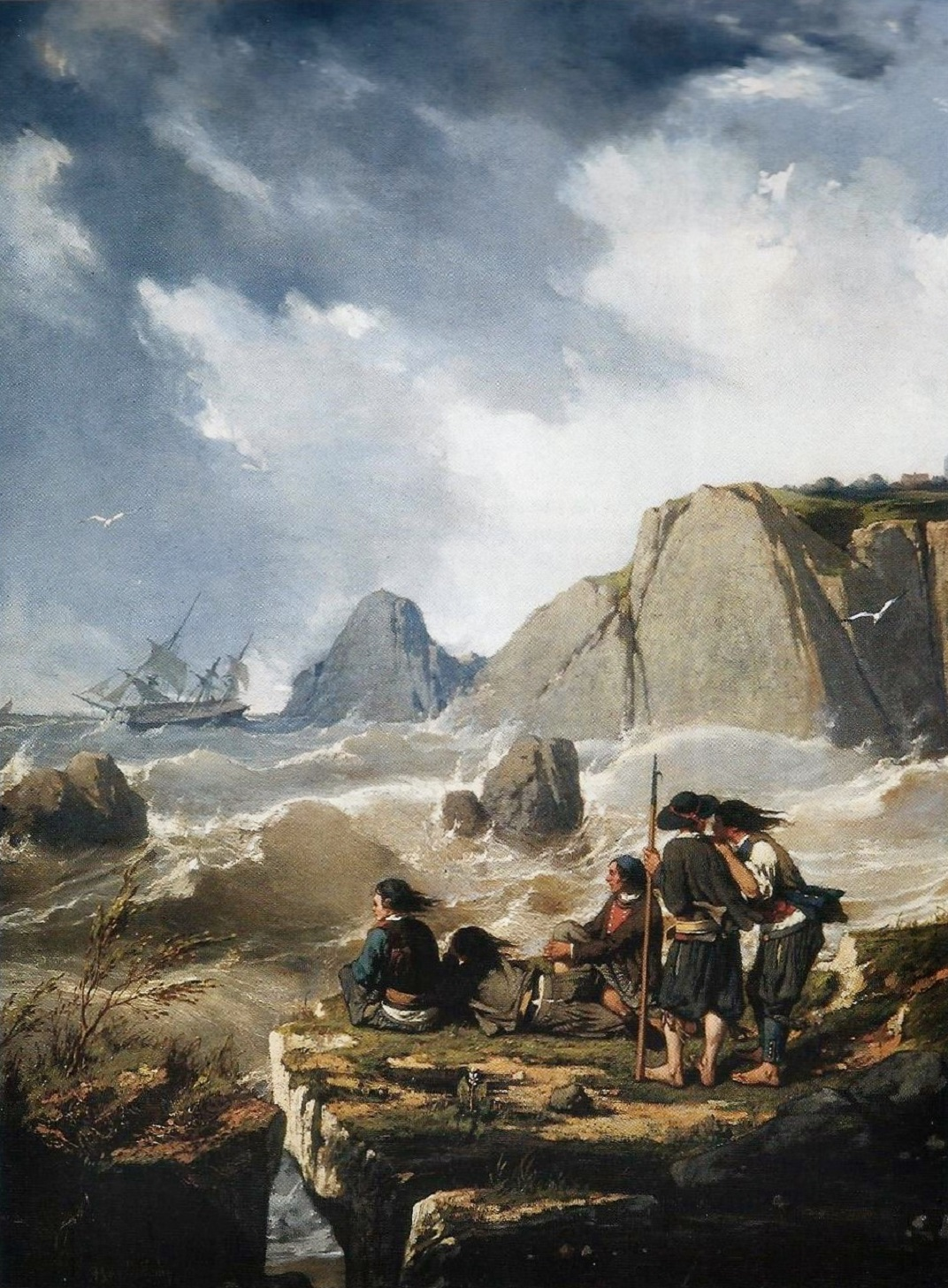
Pierre-Émile Barthélémy : Naufrage sur la côte bretonne (1851).
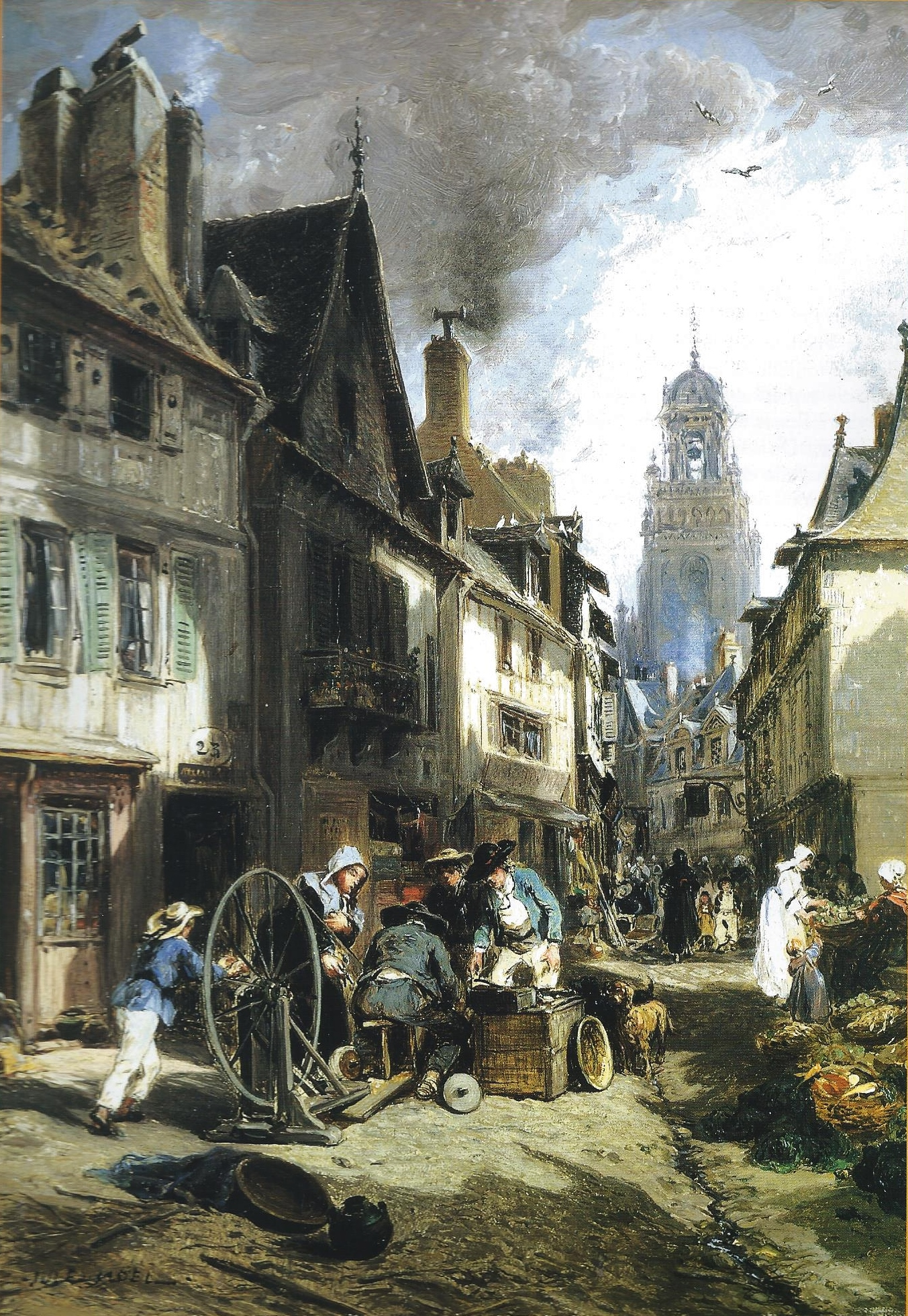
Jules Noël : Le Rémouleur à Morlaix (c. 1869).
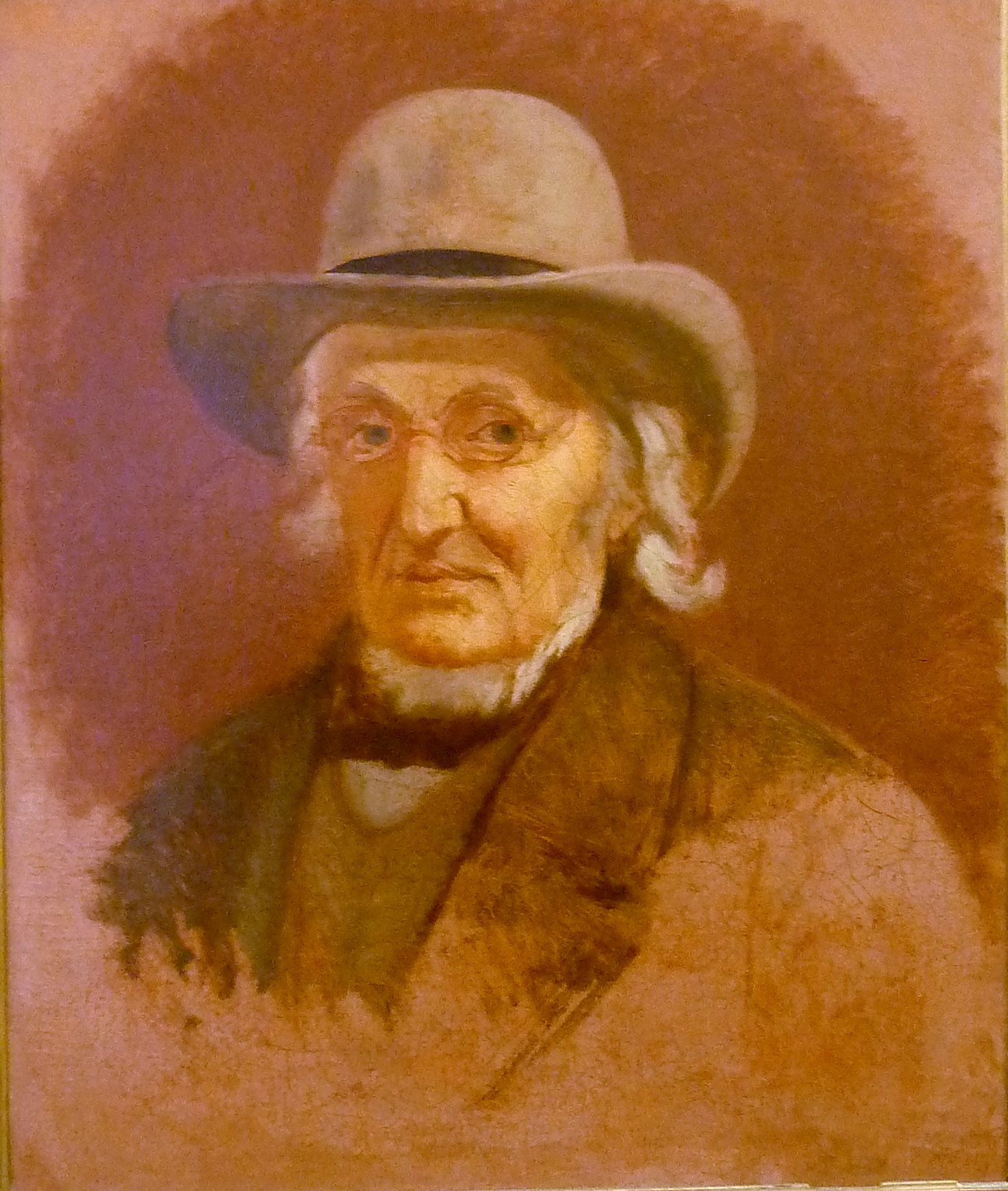
Yan' Dargent : Portrait de François-Marie Luze.
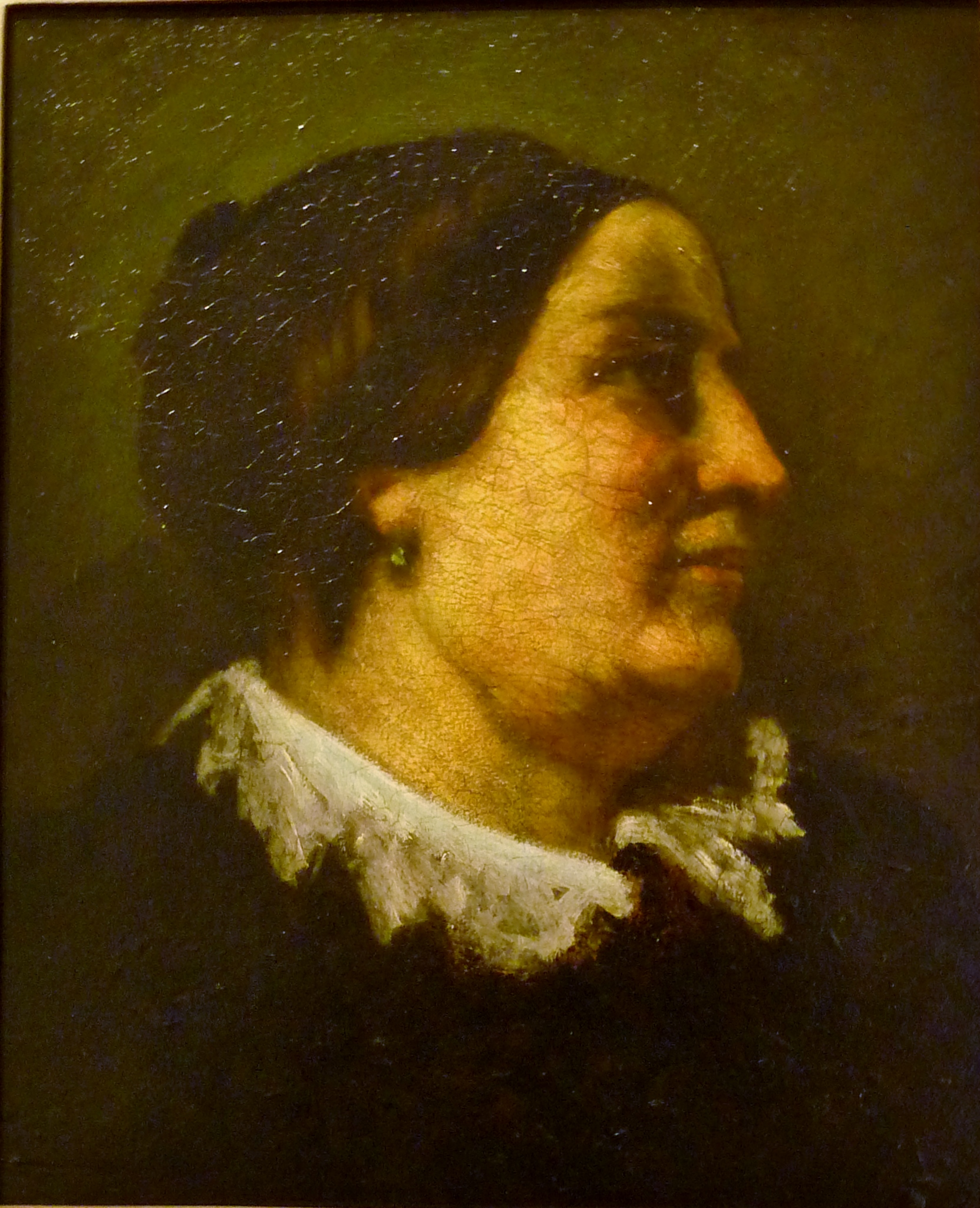
Gustave Courbet : Portrait de Madame Andler o Portrait de la mère Grégoire
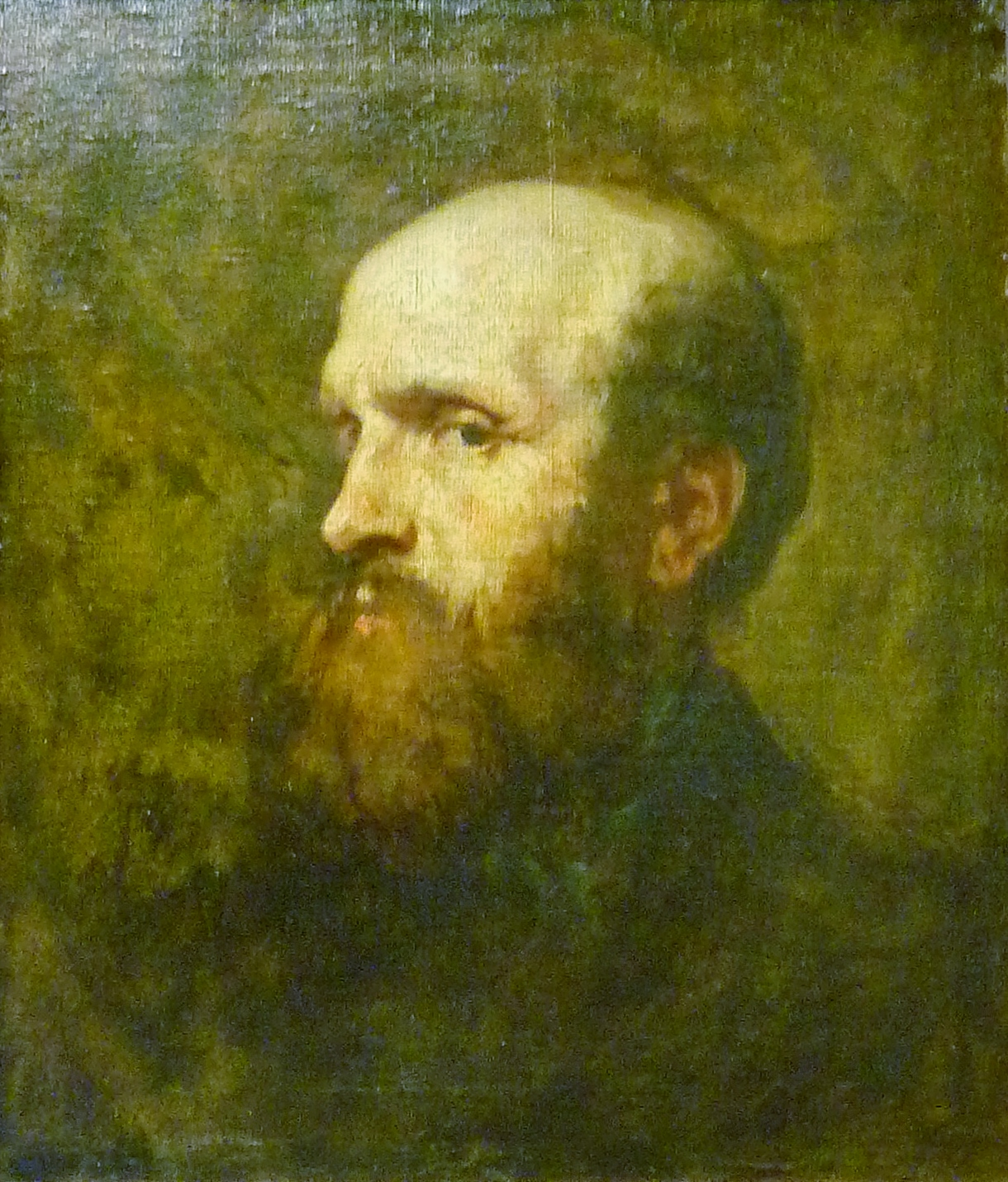
Thomas Couture : Portrait de Michel Bouquet (1879).
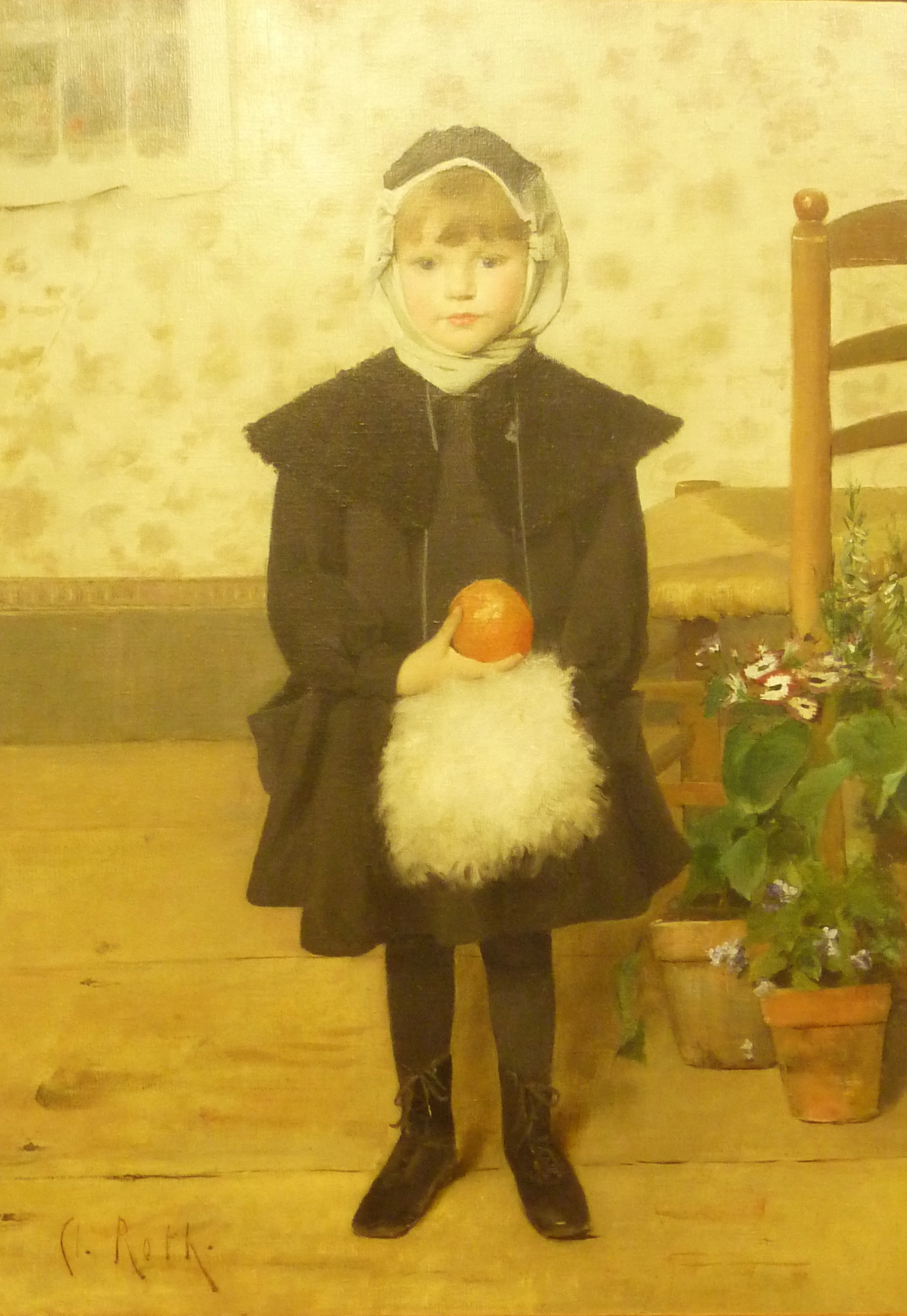
Clémence Roth : Petite Fille tenant une orange (1889)
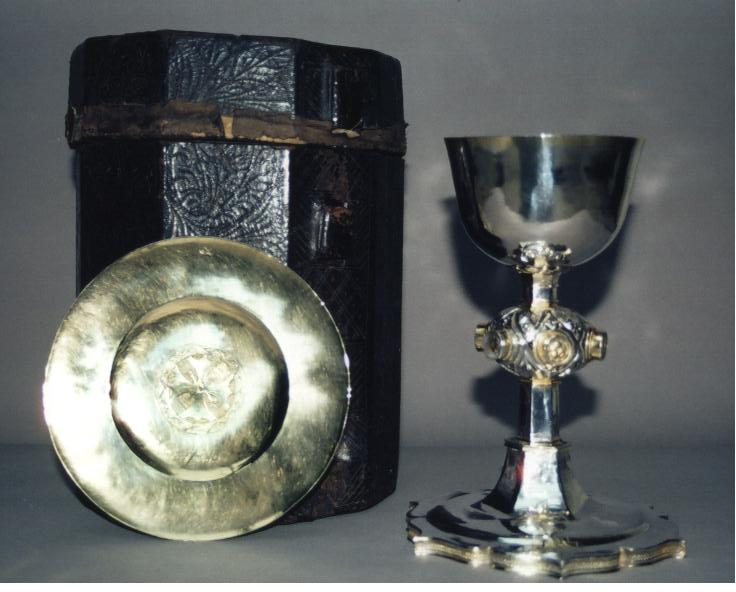
Cáliz y patena de Guillaume Floch.

Los cuadros de Louis Le Gros (1916-1994), pintor de Morlaix que fue tomado como rehén junto con otras sesenta personas en diciembre de 1943 y luego deportado, fueron depositados por su hijo en el museo.

## Frecuencia de visitas
| Año  | Entradas gratuitas | Entradas de pago | Total  |
| ---- | ------------------ | ---------------- | ------ |
| 2001 | 13 556             | 10 810           | 24 366 |
| 2002 | 13 556             | 10 810           | 24 366 |
| 2003 | 15 157             | 9 928            | 25 085 |
| 2004 | 15 092             | 7 184            | 22 276 |
| 2005 | 14 235             | 8 068            | 22 303 |
| 2006 | 10 426             | 7 410            | 17 836 |
| 2007 | 9 605              | 9 598            | 19 203 |
| 2008 | 17 374             | 17 036           | 34 410 |
| 2009 | 8 819              | 10 038           | 18 857 |
| 2010 | 11 701             | 8 091            | 19 792 |
| 2011 | 9 271              | 9 470            | 18 741 |
| 2012 | 8 832              | 11 537           | 20 369 |
| 2013 | 12 266             | 8 789            | 21 055 |
| 2014 | 8 351              | 17 784           | 26 135 |
| 2015 | 12 912             | 12 104           | 25 016 |
| 2016 | 12 132             | 14 283           | 26 415 |
| 2017 | 4 588              | 13 461           | 18 049 |